# Lophodelta
Lophodelta (лат.) — род чешуекрылых  из подсемейства совок-пядениц.

## Описание
Хоботок хорошо развит. Щупики изогнуты вверх. Второй членик щупиков достигает темени покрыт чешуйчатый спереди и сзади окаймлен волосками. Усики самца с длинными щетинками и ресниц. Грудь в длинных чешуйках. Размах крыльев от 20 до 34 мм. Брюшко со спины у основания с гребнем щетинок.

## Систематика
В состав рода включают пять видов:
- Lophodelta argyrolepia Hampson 1924
- Lophodelta dinemata Hampson 1924
- Lophodelta goniograpta Hampson 1924
- Lophodelta minima Hampson 1924
- Lophodelta peratostriga Hampson 1924

## Распространение
Представители рода встречаются в Гватемале, Панаме, Тринидаде и Тобаго, Перу и Бразилии (штат Рио де Жанейро)